# Sierra Madrona
Sierra Madrona es una cadena montañosa situada en la Sierra Morena, enclavada al sur de Castilla-La Mancha, dentro de la provincia de Ciudad Real y próxima a los límites provinciales de las de Córdoba y Jaén, en España.
Está delimitada por el valle del río Robledillo y sierras de La Solana y Umbria de Alcudia por el norte, por el este, el valle del río Montoro, por los terrenos adehesados de Sierra Morena de Andújar, Sierra Quintana y la comarca de Los Pedroches al sur, y por el corredor del río Yeguas al oeste.
Dentro de ella se encuentran los picos más altos de la Sierra Morena: el pico La Bañuela (antiguamente conocido como "La Mójina") que está ubicado próximo al límite con la provincia de Córdoba, con 1333 m s. n. m. lo convierte en uno de los picos más elevados de la provincia de Ciudad Real, Dormideros, 1328 m s. n. m. y Abulagoso, 1301 m s. n. m.

## Entorno
Cerca de 40 000 ha de los términos municipales de Solana del Pino, Mestanza y Fuencaliente, provincia de Ciudad Real, en su límite meridional colindante con las de Córdoba y Jaén forman los valles, solanas y umbrías, de los ríos Robledillo, Navalmanzano, Valmayor y Cereceda, afluente el primero del río Montoro, afluente a su vez del Jándula y constitutivos los tres restantes del río Yeguas, todos ellos de la cuenca del Guadalquivir.

## Clima
Debido a la falta de datos (especialmente térmicos) cualquier estudio climático de Sierra Madrona tendría bastantes lagunas. Además de la falta de estaciones, también hay que tener en cuenta su situación, ya que de las que es posible disponer datos, se encuentran en núcleos de población por debajo de los 750 metros, con lo que las zonas por encima de esta cota quedan vacías de datos, y una parte considerable se encuentra por encima
En términos generales, el clima de Sierra Madrona estaría encuadrado como Clima mediterráneo continentalizado, sequía estival y fuertes contrastes térmicos son sus características más visibles, con  matices según la zona. Las precipitaciones alcanzan sus máximos en la zona centro-occidental, donde se concentran las cumbres más altas (Bañuela, Abulagoso, Dormideros..) y los valles más cerrados y abruptos (Cereceda, Navalmanzano...). Debido a que la orientación de sus principales alineaciones montañosas es Oeste-este y el régimen principal de vientos sudoeste, los masas húmedas procedentes del Atlántico inciden con mayor fuerza en estas zonas, disminuyendo progresivamente las precipitaciones cuanto más al este.
Para analizar la pluviometría de la zona se han tomado como referencia tres estaciones pluviométricas, Minas del Horcajo, Fuencaliente y El Hoyo. La más occidental de todas es la que se encuentra en el municipio de Minas del Horcajo, municipio localizado en un pequeño valle de abertura suroeste, lo que propicia la entrada de los vientos húmedos del sudoeste. La precipitación media anual es de 830,1 mm, alcanzando su máximo en los meses de febrero y marzo con 102,4 y 103,9 mm respectivamente y los mínimos en julio y agosto con 17 y 16,2 mm. Exceptuando los meses de verano, el resto del año la precipitación sube por encima de los 70 mm y cinco meses está por encima de los 90 mm. Su posición también es favorable en la formación de tormentas estivales, lo que repercute en un mayor registro pluviométrico estival. En invierno y otoño son frecuentes las nieblas. Fuencaliente a 690 m s. n. m. se localiza a los pies del cordel montañoso que agrupa las Sierras de La Garganta, Nacedero, Puerto Viejo, que superan los 1200 metros. Si bien se encuentra en buena posición ante los vientos de S y SO, este cordel montañoso ejerce de pantalla ante los vientos de componente O - NO. Su precipitación media anual es de 743 mm, el reparto estacional de la precipitación es invierno 302,8, primavera 202,6, verano 51,5 y otoño 186,2. Con su máximo en diciembre con 105 mm y su mínimo en agosto con 6 mm. La estación de El Hoyo es la que menos precipitación recoge, con una media anual de 565 mm. Esto es debido a su posición más oriental, a su emplazamiento en una pequeña depresión entre los 450 - 500 m s. n. m., rodeada de sierras que superan los 1100 metros y en dirección oeste los 1300 m s. n. m., lo que retiene las lluvias. Tan solo un mes supera los 90 mm, febrero con 95 mm. El verano es incluso muy seco, con tan solo 25 mm.
Otras estaciones ya fuera del ámbito de Sierra Madrona pero limitando con esta son la de San Lorenzo de Calatrava con una media anual de 518 mm y Viso del Marqués con 443 mm al este, se observa que su posición cuanto más este menor régimen pluviométrico.
Teniendo en cuenta estos datos se podría hacer una aproximación a la pluviometría de las zonas que quedan sin datos oficiales. Es presumible que a partir de la cota 1000 m s. n. m., se superen con facilidad los 1000 mm anuales. Atendiendo a datos no oficiales de estaciones privadas, incluso habría zonas donde los 1000 mm se superarían holgadamente. En una estación privada localizada en la cabecera del Valle de la Cereceda se recogen hasta 1150 mm anuales a una altitud de 990 metros. Habría que tener en cuenta la especial disposición de este valle, casi cerrado con leve abertura SO, con una altura que en todo el valle no baja de los 800 metros y supera los 1200 m s. n. m. a lo largo de todo el cordel de cumbres y superando los 1300 m s. n. m. en numerosos puntos de la Sierra de Dormideros, llegando a los 1328 m s. n. m. Es presumible que la precipitación pueda llegar en estas zonas a los 1300 mm o superarla.
La presencia de especies como el rebollo, que sería la especie potencial en prácticamente todo el término municipal de Fuencaliente, o de Solana del Pino, nos indica que la precipitación está por encima de los 650 - 700 mm en buena parte del territorio que conforma Sierra Madrona.
En cuanto a temperaturas los datos son bastante más escuetos debido a la ausencia de datos, tomando como referencia la estación de Fuencaliente, se obtiene una media anual de 14 °C, un periodo frío o de heladas de 6,2 meses, y una oscilación térmica anual que llegaría a los 20 °C.

## Distribución vegetal

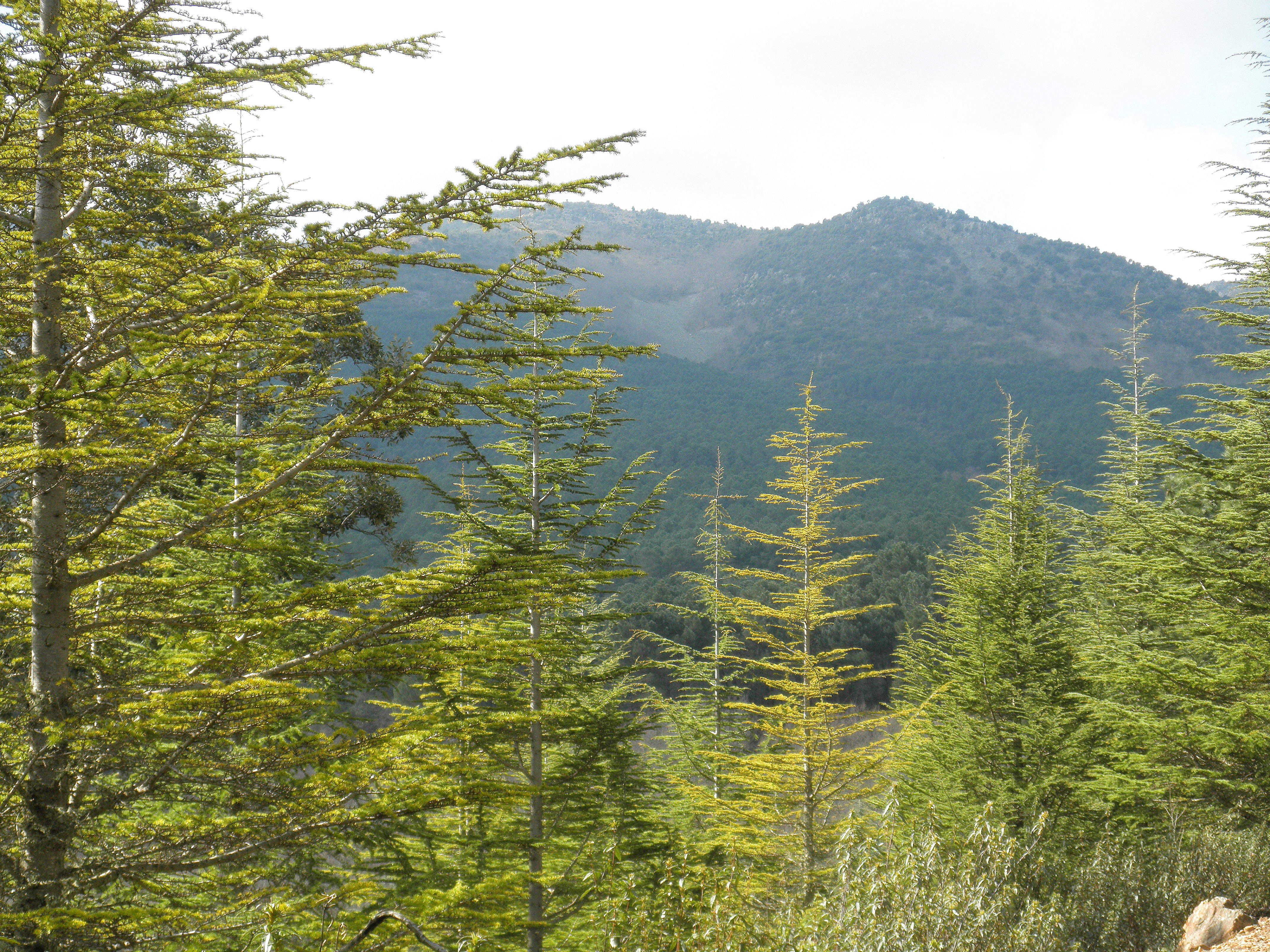
Vista del Valle del Nacedero, con coníferas de repoblación forestal.

Tanto si el viajero se acerca a Sierra Madrona por la carretera N-420 en dirección a Córdoba, como por la comarcal en dirección a la jienense población de Andújar, se encontrará en los arroyos, barrancos y fondos de valle, la vegetación riparia, es decir, el bosque de galería aparecerá formado por frondosas alisedas (Alnus glutinosa), con serbales (Sorbus torminalis) y fresnos (Fraxinus oxycarpa), bajo los que trepan madreselvas, viñas silvestres, enredaderas y otros bejucos, además de helechares en los que conviven helechos reales (Osmunda regalis), blechnos (Blechnum spicant) y helechos-hembras (Athyrium filix-foemina).

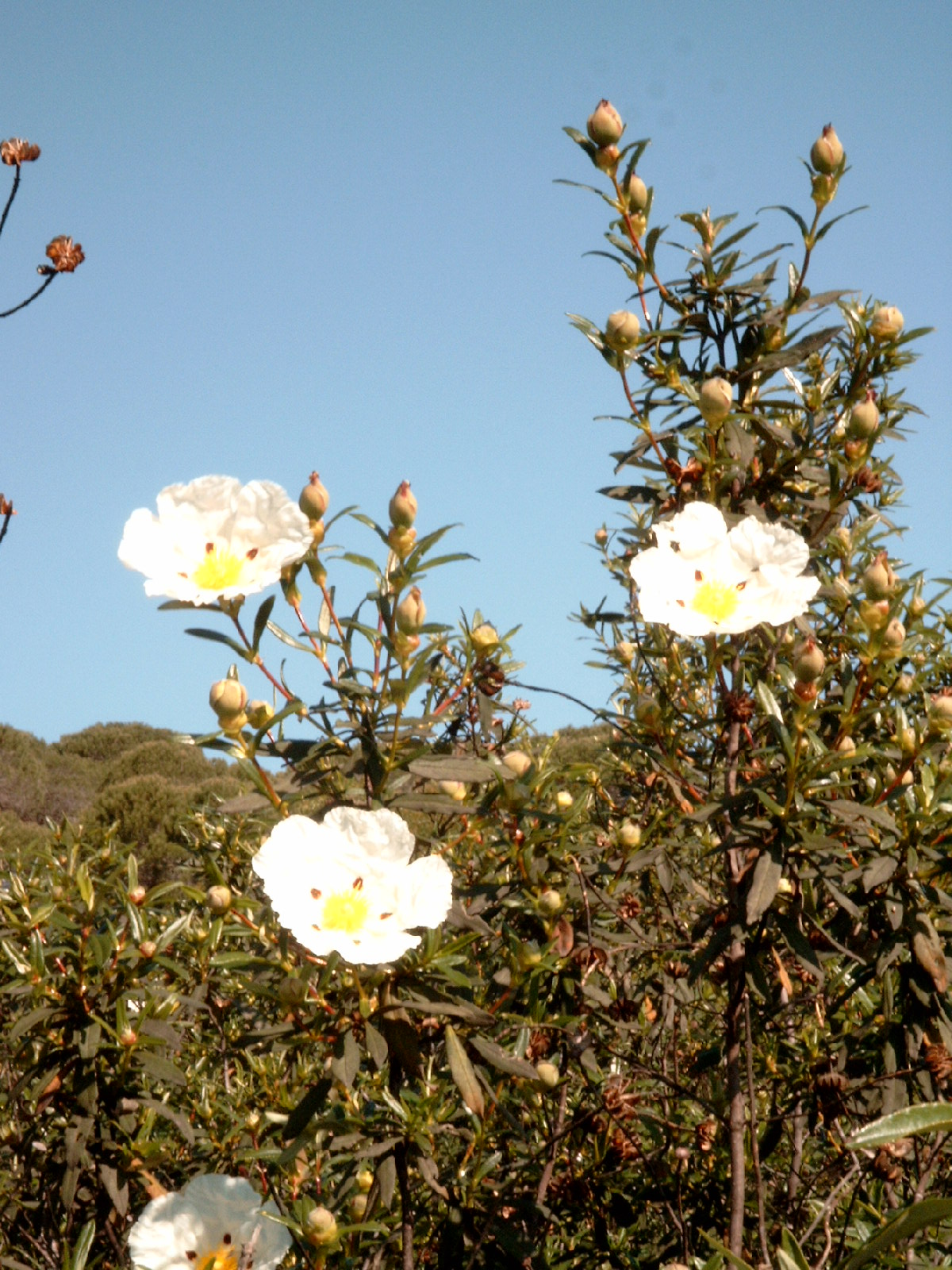
Jara pringosa Cistus ladanifer, abundante en Sierra Madrona.

Los matorrales establecidos en los claros del melojar presentarán en primavera las tonalidades rojizo-púrpuras de la floración de algunos brezos (Erica australis, Erica umbellata) alternando con las enormes flores de los jarales de Cistus populifolius y Cistus ladanifer, con el amarillo de retamas y genistas y con el verde follaje de toda la vegetación. Aromas de romeros, mejoranas y cantuesos completan el ambiente y paisaje vegetal circundante.
La vegetación que cubre estos parajes, toda ella representativa del piso fitoclimático mesomediterráneo ibérico sobre sustratos silíceos, está formada por un heterogéneo conjunto de bosques de encinas, alcornoques, quejigos y melojos que cubren las pronunciadas pendientes de los valles. En sus fondos, alisedas, fresnedas, adelfares y tamujares también alternan según sea la orientación, umbrosidad y régimen hídrico de los mismos. Las variaciones de altitud, la oceanidad creciente hacia el occidente de la región, así como la orientación y el nivel de apantallamiento solar son los principales factores ambientales que modulan el mosáico forestal.
Allí donde el verano es más fresco (mayor pluviometría, humedad ambiental, umbrosidad, suavización térmica estival, atlanticidad en suma, a veces compensada por la altitud) se sitúan los bosques de melojo Quercus pyrenaica. Estos bosques de melojo suponen el reducto más importante de esta especie en la España meridional, con extensos y profundos bosques, en buen estado de conservación y con una continuidad asegurada. En las zonas de umbría medio-alta el sotobosque del melojar suele estar formado por serbales sorbus torminales, mientras que en las solanas predomina el melojar con madroños arbutus unedo. Algunos de los mejores exponentes de estos bosques los podemos encontrar en el Valle de Cereceda, donde el melojo es la masa principal, ocupando toda la umbría de Dormideros y parte de la solana, debido al frío y húmedo microclima del valle, salpicado rodales de cerezos silvestres prunus avium, o alisedas alnus glutinosa, fresnedas Fraxinus angustifolia  y saucedas salix en el curso del río Cereceda, y sobre todo por las poco apropiadas manchas de repoblación de pino rodeno pinus pinaster, que suponen un gran impacto visual. Otras zonas sobre las que el melojo ocupa extensiones considerables son el Robledo de las Hoyas, donde se encuentra un centenario y enorme ejempla de melojo, conocido como el Roble Abuelo. También en el Valle de Navalmanzano, los melojos cubren la umbría de Sierra Quintana, en la Umbría de Ventillas, Nava del Horno y en la Sierra de la Garganta.
Igualmente en zonas más frescas y de mayor pluviosidad podemos encontrar castaños Castanea sativa, que no es raro encontrar ejemplares sueltos o en pequeños rodales (la mayoría casi con toda seguridad plantados, ya que a menudo aparecen cerca de fuentes y molinos), pero castañares como tal, hay pocos. Los ejemplos más significativos de castañar aparecen en la Umbría de Alcudía, en la Sierra del Mochuelo, Valle de San Juan y en la umbría de Plaza del Judío. En esta zona parece que el castaño en su día tuvo una importancia considerable a tenor de los numerosos testimonios que aluden al castaño (Arroyo del Castaño, Casas del Castaño, Hato del Castaño). No en vano en el cercano municipio de San Benito aún se sigue recogiendo su fruto e incluso el Quijote encontrándose en la zona hace mención al castaño en el capítulo XX

y vio Don Quijote que estaba entre unos árboles altos, que eran castaños, que hacen la sombra muy oscura

Otras zonas en las que aparecen castañares, en las inmediaciones de Solanilla del Tamaral, en la sierra de San Andrés y en las inmediaciones de Huertezuelas, en el Puntal de Utrera, aunque esta zona no forme parte estrictamente de Sierra Madrona ya que es la zona de confluencia entre Sierra Madrona, Valle de Alcudia y Campo de Calatrava.
En situación contraria, ocupando solanas, valles abiertos, zonas más térmicas y xéricas, son encinares con enebros, coscojas, lentiscos, jaras y aladiernos los que forman la vegetación dominante.

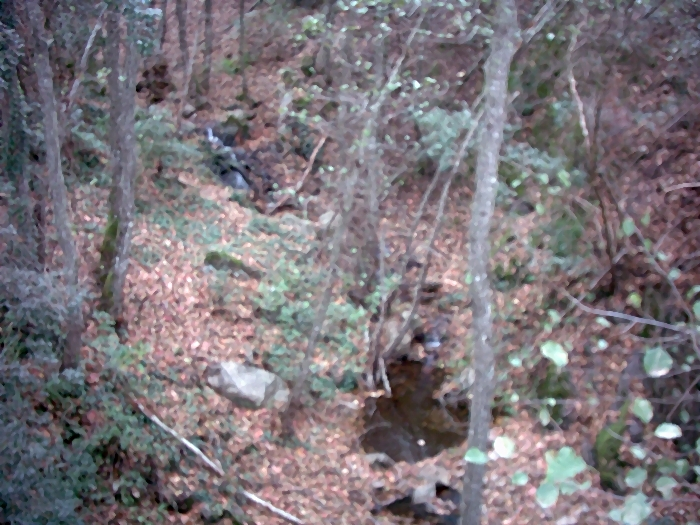
Garganta de la fuente de San Lorenzo en Sierra Madrona.

Entre estos extremos, alcornocales y quejigares y un enorme conjunto de matorrales constituidos a veces por madroñales con lentisquillas, cornicabras y algunos brezos en las umbrías, allí donde el encinar-quejigar rico en bejucos ha retrocedido; otras veces por brezales de Erica australis, Erica scoparia, Erica umbellata y Erica arborea en las zonas un poco más altas, sustitutivas del melojar, otras en fin, por coscojares, jarales y lentiscares en las zonas con mayor exposición solar.
El catálogo de especies arbóreas que constituyen los sorprendentemente densos, continuos matorrales y bosques de Sierra Madrona asciende a más de sesenta entre cistáceas, fagáceas, labiadas, leguminosas, anacardiáceas, oleáceas, salicáceas, ericáceas, caprifoliáceas y otras familias. Pese a la tradicional pobreza florística del mundo hercínico, silíceo, el complejo fitoclimático de Sierra Madrona esconde no sólo una rica flora leñosa sino también herbácea. Endemismos ibéricos-occidentales encuentran allí refugio como Securinega tinctoria, Sideritis lacaitae, Coincya rupestris subsp. leptocarpa, Silene mariana, Lavandula stoechas subsp. luisieri, Lavandula stoechas subsp. sampaiana, algunos incluso exclusivos de Sierra Morena como, Narcissus munozii-garmendiae, Coincya longirostra (sinonim.= Hutera longirostra) y Digitalis purpurea subsp. mariana.
Mención especial merece el único reducto de pino rodeno natural de toda la cordillera de Sierra Morena. Se encuentra en un dorso cuarcítico en el Valle de Navalmanzano, a un altura comprendida entre los 900-1100 m s. n. m. en el que sobreviven unos 1100 ejemplares. Es una auténtica joya botánica que ya fue estudiada por Máximo Laguna (1868).

### Endemismos de la zona
Algunos de los endemismos de "Sierra Madrona".

Endemismos
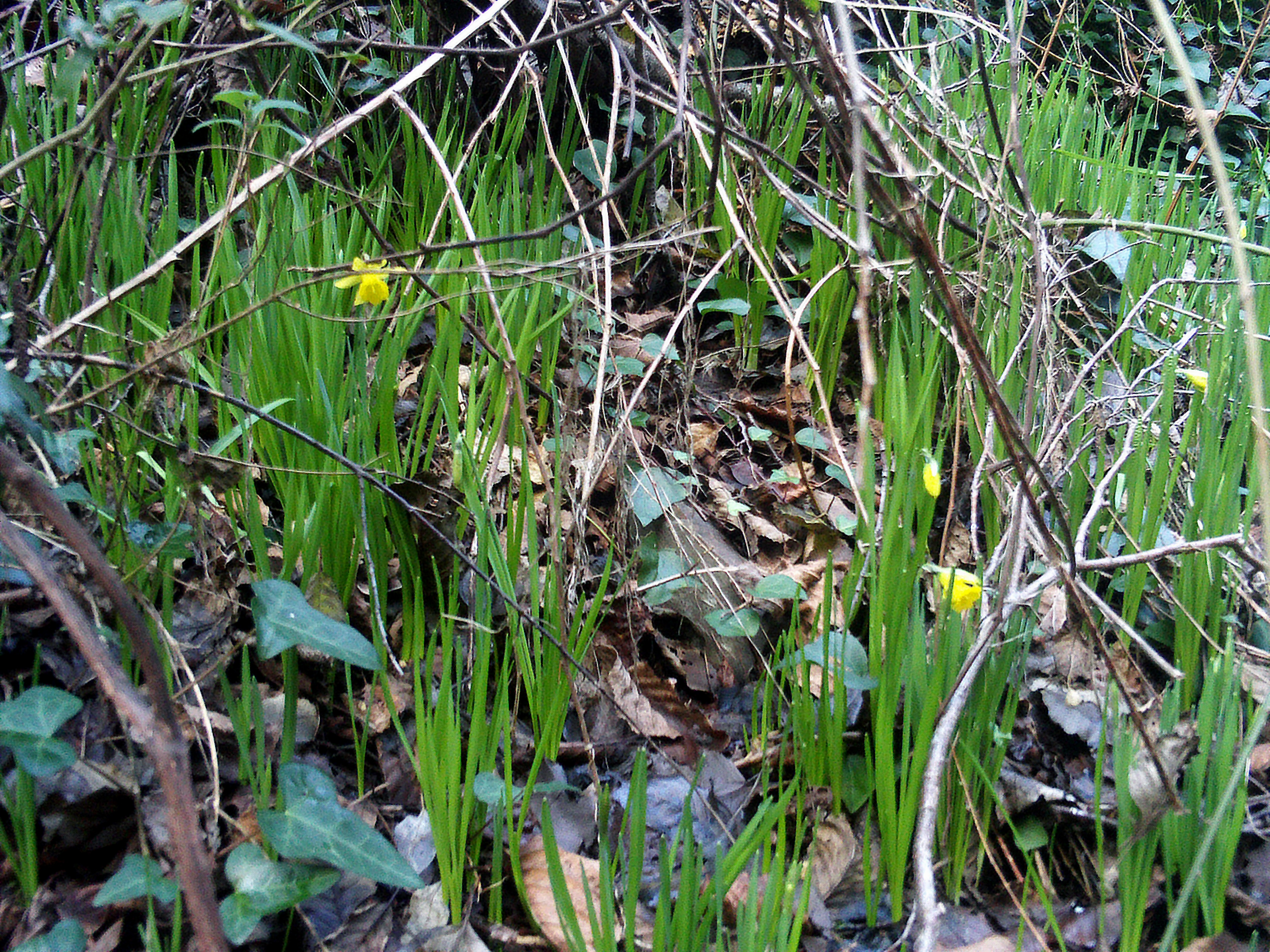
Narcissus munozii-garmendiae
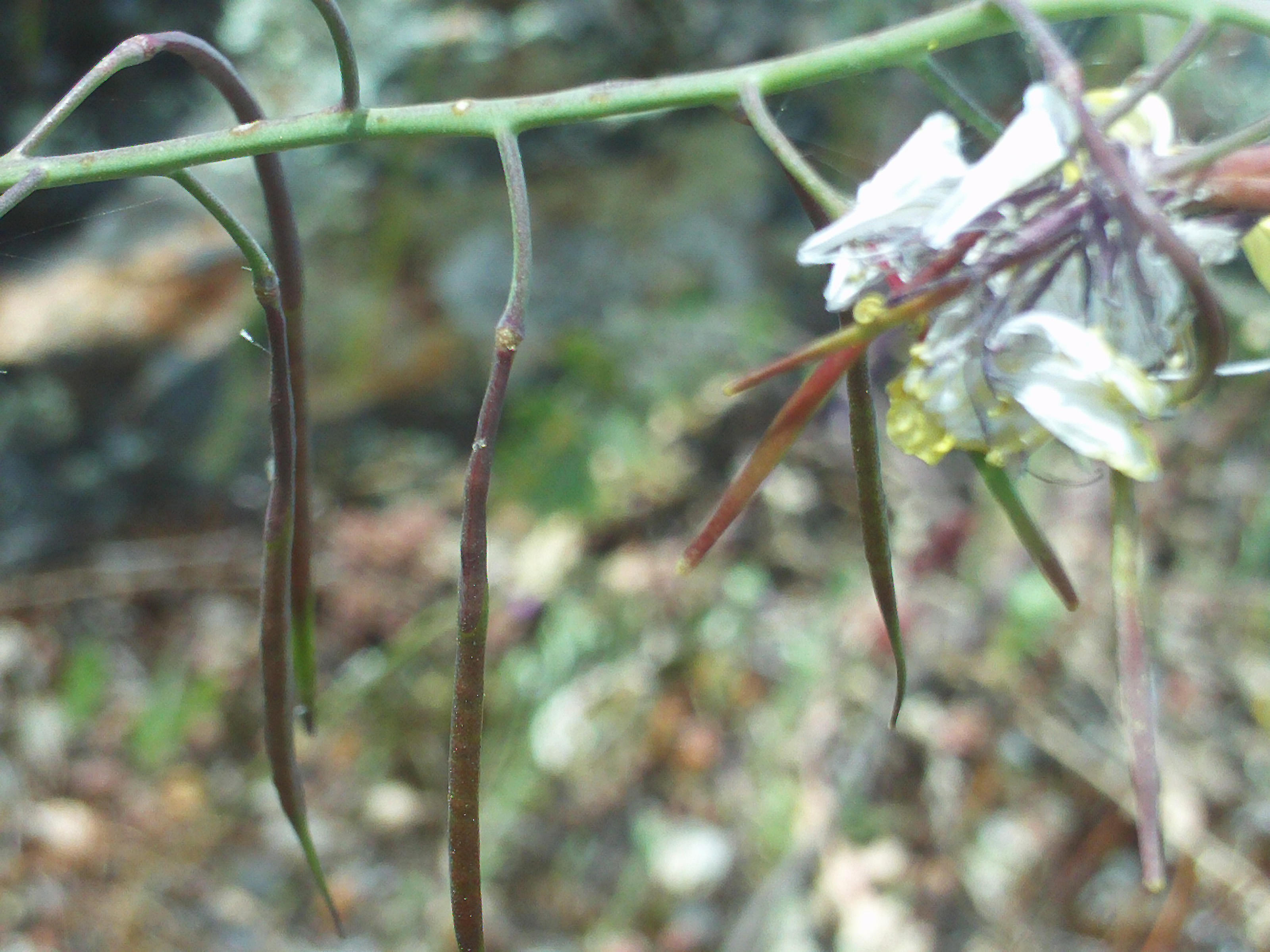
Coincya longirostra
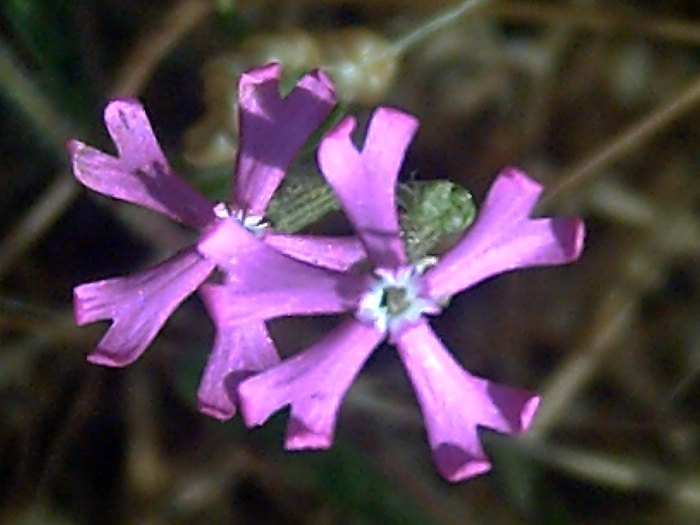
Silene mariana
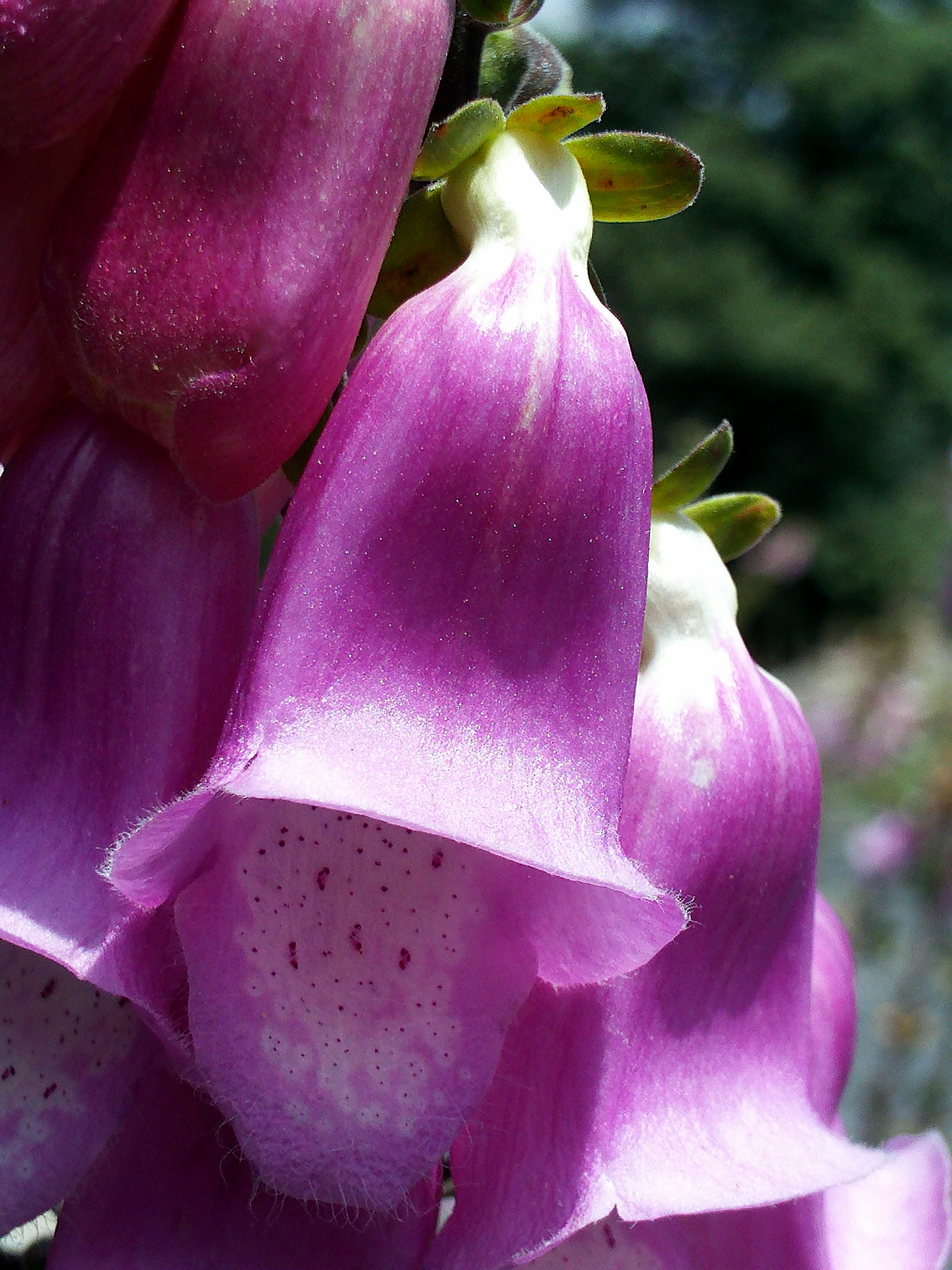
Digitalis purpurea subsp. mariana

## Geología

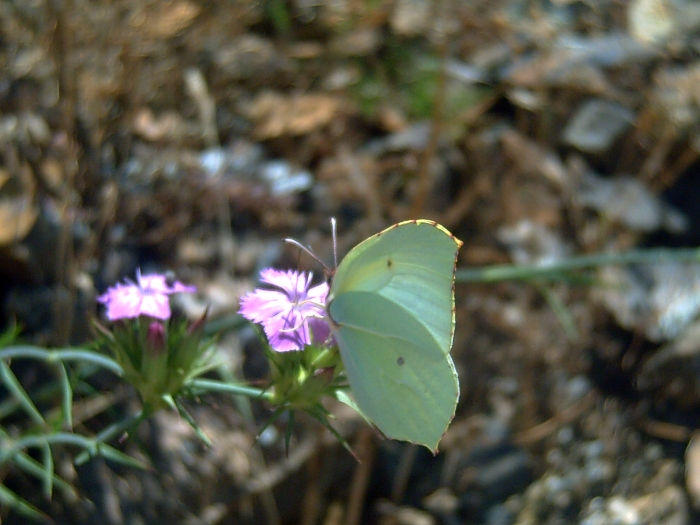
Dianthus carthusianorum subsp. carthusianorum con huésped en Sierra Madrona.

Esquistos, pizarras, cuarcitas y algunas grauvacas y areniscas paleozóicas constituyen la litología de estas sierras, que estructuralmente se caracterizan por una sucesión de amplios anticlinales y sinclinales cuyas direcciones aziales arrumban según la dirección hercínica WNW-ESE. Un largo anticlinorio cruza la zona correspondiente al Valmayor y Cereceda. Además un extenso sinclinorio recorre la solana superior del Valle del Robledillo, y finalmente un conjunto variado de fallas y pliegues aislados completa el conjunto tectónico de la región.
Sobre estos sustratos geológicos, sus suelos, siempre ácidos, presentan una acentuada variedad morfológica. Cuando la pendiente es suave y sobre pizarras, los suelos son relativamente profundos con horizontes B de acumulación de arcilla (Alfisoles y Ultisoles). A medida que la pendiente aumenta la profundidad se hace más variable y los materiales pizarrosos se mezclan, en coluvios, con aportes cuarcíticos de las corridas que coronan las alturas de la Sierra. En estas condiciones, los Alfisoles y Ultisoles alternan en muchas ocasiones con suelos esqueléticos (Entisoles) e incluso con afloramientos de roca. La degradación de la vegetación primitiva, con la subsiguiente erosión, ha acentuado los procesos de adelgazamiento del suelo, con lo que la regeneración de la vegetación arbórea está, en la actualidad, edáficamente limitada.
En las áreas donde dominan los coluvios de cuarcitas y areniscas, con poco material arcilloso, los suelos son ricos en materia orgánica, en especial en las umbrías y áreas más elevadas, produciéndose localizados e incipientes procesos de podsolización. Los suelos son aquí Inceptisoles y más raramente Spodosoles (podsoles).

## Fauna
Y si grandes son sus recursos naturales en cuanto a vegetación y flora se refiere, no lo son menos en cuanto a su fauna, pues independientemente de los recursos cinegéticos existentes (jabalí, corzo, ciervo...), viven en la Madrona una larga serie de vertebrados autóctonos altamente representativos de la fauna ibérica: lobo, zorro, lince ibérico, meloncillo, gato montés, gineta, tejón, garduñas...;
La avifauna es igualmente valiosa incluyendo águilas imperial y ratonera, buitre común, azor, gavilán y milano entre las rapaces junto a una larga lista de otros grupos de aves dentro de la que se incluyen petirrojos, alcaudón, pinzón, abejaruco, totovías, tórtolas, mirlo, zorzales, oropéndola, perdiz roja, pito real, abubilla, cárabo y lechuza comunes, búho real, etc.

## Historia

### Prehistoria

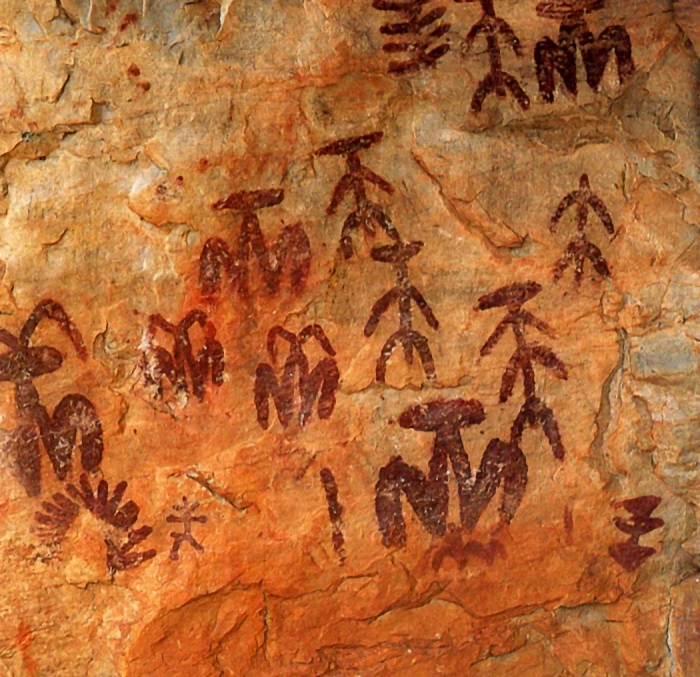
Pinturas neolíticas de Peña Escrita, en el término de Fuencaliente.

La abundante vegetación, cursos de agua y caza, hizo de estas tierras lugar de asentamiento y paso de poblaciones humanas en los tiempos prehistóricos, lo que se atestigua en las numerosas pinturas del Neolítico de estilo esquemático, que Henri Breuil catalogó de cuevas y abrigos rocosos en esta Sierra, y sobre todo las importantes pinturas rupestres de Peña Escrita y Bataneros, declaradas Monumento Histórico Artístico Nacional en 1924.

### Edad Antigua
La proximidad de explotaciones mineras hizo que ya desde tiempos romanos se dedicaran estos bosques a la tala y entresaca de madera, así como también al carboneo. Los frondosos alcornocales fueron siempre explotados para su pela y extracción de corcho. Ricos fueron siempre sus recursos cinegéticos y algo de agricultura siempre hubo también, especialmente en el término de Solana del Pino.
El uso de las aguas termales de Fuencaliente desde épocas romanas y la explotación de los recursos mineros de comarcas próximas (Almadén, Puertollano, El Centenillo...) convierten a esta región en antigua conocedora del impacto humano sobre su paisaje, bosques y fauna.
Así la modelización del paisaje se basó en la esquilmación de sus recursos forestales en favor de una intensísima explotación minera, documentada desde tiempos históricos pues el propio Cayo Mario, genial estratega y 7 veces cónsul durante los últimos tiempos de la República Romana, basó su fortuna en las concesiones mineras de Sierra Morena (también conocida como "Mariánica" que le debe esa denominación).

### ElsigloXIX

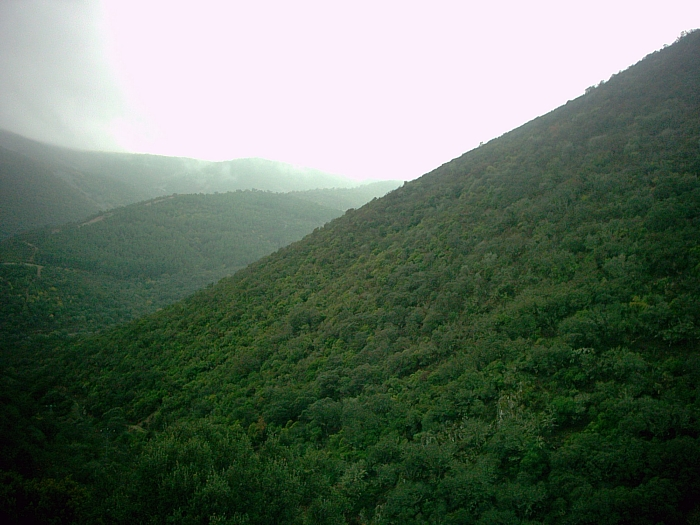
Vista de las faldas de sierra Madrona por el Robledillo

En tiempos más recientes continúa la presencia humana bajo estos parámetros. Podemos así leer en el Diccionario Geográfico, Estadístico e Histórico de P. Madoz (1847) como abundaban en Fuencaliente "las buenas arboledas de robles y quejigos que nutren de madera a las minas de Almadén" y obtener referencias sobre las plantaciones de encina realizadas a comienzos del siglo XIX que desgraciadamente fueron compensadas por su tala a mediados del mismo. También nos habla Madoz de la riqueza cinegética del término de Solana del Pino y de la vocación ganadera (ovino y cerda) y crianza de colmenas de Solanilla del Tamaral.
A pesar de tan larga historia de explotación, los bosques parecen haberse regenerado una y otra vez mermando si acaso sustancialmente la extensión de los mismos y avanzando densos y elevados matorrales de sustitución, que antes o después volvían a poblarse de especies arbóreas. Tal vez mucho más impactante y perturbador para la dinámica de la vegetación haya sido el sistema de explotación que se produjo durante este último siglo: la mayor parte de las sierras fueron explotadas principalmente para ganado cabrío, siendo muy común la quema periódica y metódica del monte en cada estío, a fin de que durante la siguiente otoñada apareciesen nuevos rebrotes de los tocones quemados que junto a los efímeros pastizales alimentarían al ganado. En gran medida, la actual extensión de jarales y brezales debe su origen a estas prácticas. Los encinares se refugian en los altos roquedos de las cimas, acompañados de codesos (Adenocarpus hispanicus subsp. argyrophyllus), enebros y clavellinas (Dianthus lusitanicus). Los fondos de valles se salvan de las quemas, no solo por la humedad freática sino más aún por el ahogo del fuego con las corrientes de convección originadas en las angosturas del valle. De esta forma persisten las alisedas de Alnus glutinosa y la vegetación asociada.

### El siglo XX

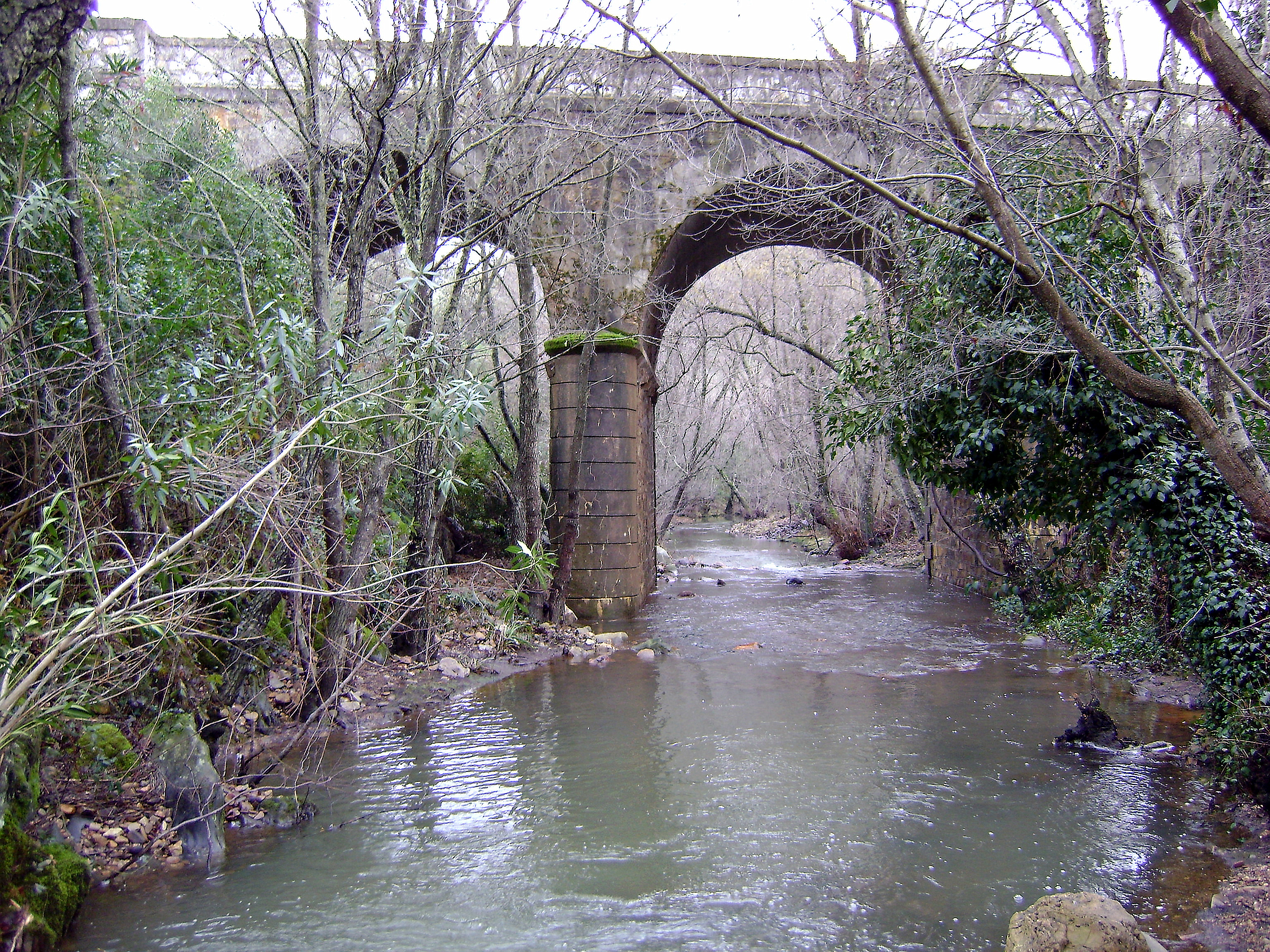
Aliseda en galería en el río Robledillo.

En las últimas décadas cambia nuevamente el uso del medio: se produce por un lado el éxodo de los pastores a la gran ciudad, al tiempo que disminuye la actividad ganadera, lo que conlleva el abandono de los campos, que vendidos a bajo precio van engrosando aún más los grandes latifundios hoy existentes -especialmente en el término de Solana- dedicados a la caza mayor (ciervo, corzo, jabalí y cabra montesa). En estos latifundios se prosigue con la quema alternante del bosque y matorral, ahora en extensiones más limitadas pero en distribución más heterogénea, para dar apariencia de espontaneidad a una actividad al menos teóricamente prohibida por Icona. Estas quemas buscan de nuevo el alimento de los herbívoros, ahora piezas de caza mayor, a la vez que servirán de excelentes puntos de ojeo para los cazadores. Se practican con frecuencia en los relictos de melojar para evitar que los robles se desarrollen, manteniéndolos así como rebollares, formaciones en matorral bajo de Quercus pyrenaica más adecuados para el alimento de los animales, pero que obviamente impiden la regeneración del bosque. Simultáneamente, dentro de estos latifundios se persigue la fauna de carnívoros salvajes: lobo, lince, gato montés, buitre, águila real, son sistemáticamente abatidos con venenos, trampas o incluso con su caza directa.

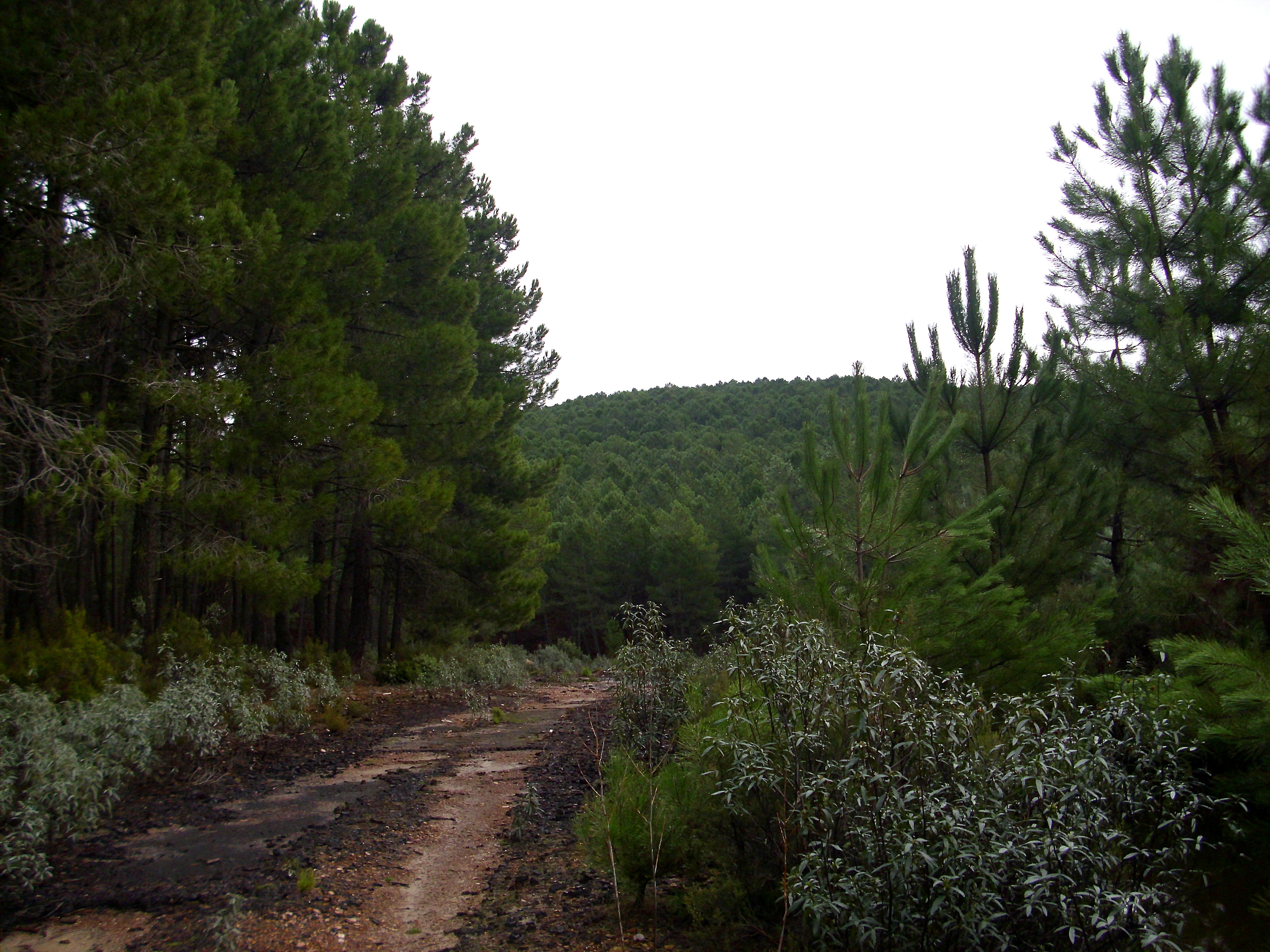
Repoblación forestal de Pinus pinaster de la década de 1960.

### Repoblaciones forestales
Icona -antes Dirección General de Montes, Caza y Pesca Fluvial- inicia las repoblaciones a finales de la década de 1950, pero no con fagáceas autóctonas, sino con coníferas.
En Sierra Madrona ha sido fundamentalmente Pinus pinaster la especie introducida, aunque también existen arboretos de cedro del Atlas (especie nativa del Magreb). La necesidad de crear empleo en un medio rural empobrecido por la guerra civil española y en un régimen autárquico, acometiendo obras de gran extensión y envergadura que permitieran aportar dinero a zonas donde la subsistencia se basó en los trabajos forestales y permitió paliar, sencilla y llanamente, el hambre de la posguerra. Inicialmente fueron tan sólo cerca de mil las hectáreas repobladas en la comarca, distribuidas en los márgenes de la Sierra, en zonas de fácil acceso próximas a las dos carreteras que atraviesan la región por sus límites oriental (carretera de Andújar a Solana del Pino) y occidental (carretera de Fuencaliente a Cardeña).
Pero más tarde paulatinamente la Dirección General de Montes después (década de 1970) el Icona, fue extendiendo el área del Pinus pinaster adentrándose cada vez más hacia el centro de Sierra Madrona, hasta tal punto que en los últimos años del siglo XX, se han aterrazado y plantado más de 2000 ha en las umbrías de las zonas central y occidental, lugares donde se desarrollaban fácilmente robles, quejigos y alcornoques, aparentes enemigos de los repobladores forestales.
Con la sustitución de la vegetación natural por plantaciones de coníferas con previo aterrazamiento de los suelos, éstos quedan desnudos frente al impacto físico de la lluvia durante los años necesarios para la regeneración de la cubierta vegetal. El peligro de erosión en estos suelos así denudados y con grandes pendientes de la comarca, es muy elevado, al ser arrastrados los elementos finos del suelo y los horizontes superiores, los más adecuados para la nutrición y crecimiento vegetal.

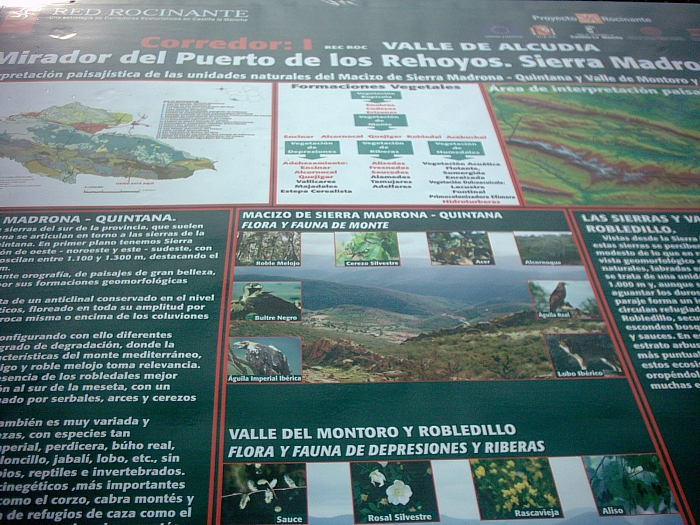
Punto de Información de la ruta verde de la consejería de Turismo de la Junta de Comunidades de Castilla-La Mancha, Mirador de los Rehoyos, Sierra Madrona.

Siendo preocupante el proceso erosivo, es probablemente aún más grave el impacto que las actuales prácticas de plantación tienen sobre el ciclo biogeoquímico de los nutrientes, particularmente si se tienen en cuenta las características geológicas de Sierra Madrona, constituida por materiales ácidos tales como cuarcitas, pizarras y areniscas. Sobre estos materiales, bien directamente o en sus formaciones coluvionares se han formado suelos ácidos y pobres por la escasez de nutrientes en dichos materiales. No obstante, durante la evolución de los ecosistemas primitivos hacia el estado de equilibrio propio de los ecosistemas maduros, las escasas cantidades de nutrientes del sistema se han ido acumulando en la biomasa (troncos, raíces, hojas de árboles y arbustos) y en la materia orgánica que, en proporción abundante, existe en el lecho del bosque y horizontes superiores del suelo, esencialmente en el A, de unos 20-30 cm de espesor. En las condiciones propias de un ecosistema forestal maduro sobre estos suelos pobres, los nutrientes absorbidos por las plantas proceden, en su mayor parte, de la mineralización de la materia orgánica. Apenas se pierden por percolación, pues las raíces de las especies forestales de estos ecosistemas están adaptadas para su eficaz recuperación.
Con la brusca eliminación de la vegetación espontánea y el aterrazamiento del suelo se producen importantes perturbaciones en los ciclos biogeoquímicos del sistema. En primer lugar, la mezcla de horizontes del suelo, consecuencia del aterrazamiento, produce una aceleración en la velocidad de descomposición de la materia orgánica debido, entre otras causas, a una mayor aireación. Esto supone una rápida liberación de nutrientes que además no pueden ser retenidos en el suelo al no existir sistemas radicales adecuados. En segundo lugar, el aterrazado deja en superficie los horizontes inferiores del suelo -los menos fértiles- lo que limita marcadamente también el crecimiento de las coníferas recién introducidas, cuya productividad futura será probablemente baja.

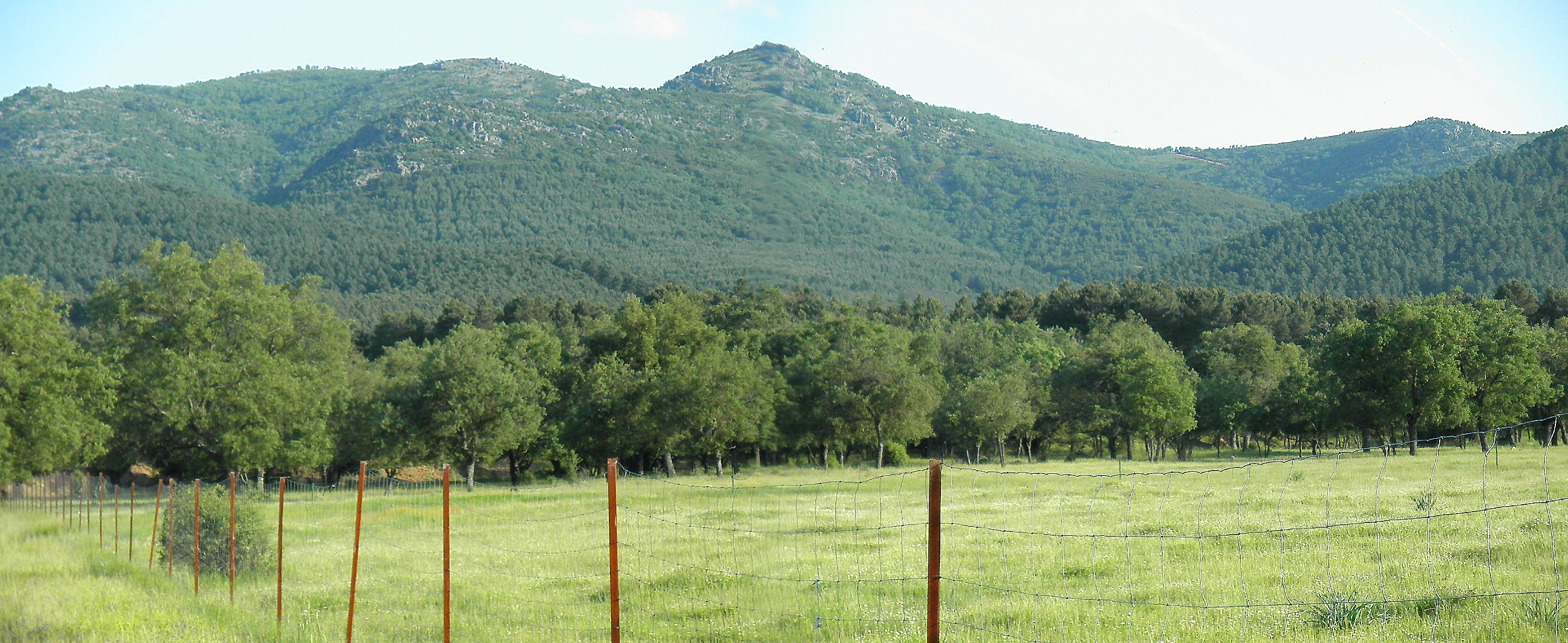
Vista de Sierra Madrona desde Valderrepisa, Fuencaliente.